# Kaliumacetaat
Kaliumacetaat (systematische naam: kaliumethanoaat) is het kaliumzout van azijnzuur. De zuivere stof komt voor als kleurloze tot witte hygroscopische kristallen, die zeer goed oplosbaar zijn in water. Het lijkt qua kristalstructuur veel op natriumacetaat: de monokliene kristalstructuur gaat bij verhitting boven 155°C echter over in een orthorombische.

## Synthese
Kaliumacetaat kan eenvoudigweg bereid worden door reactie van azijnzuur met kaliumcarbonaat of kaliumhydroxide:
{\displaystyle {\ce {2CH3COOH + K2CO3 -> 2CH3COOK + H2O + CO2}}}
{\displaystyle {\ce {CH3COOH + KOH -> CH3COOK + H2O}}}
De oplossing kan ingedampt worden om de gehydrateerde kristallen te verkrijgen.

## Toepassingen
Kaliumacetaat wordt gebruikt bij de productie van onder ander azijnzuur, azijnzuuranhydride en voor de productie van ethylacetaat en andere esters zoals methyl- of propylacetaat. Verder wordt kaliumacetaat in de voedingsindustrie gebruikt als voedingsadditief (met het E-nummer E261). Kaliumacetaat vormt een buffer met azijnzuur.